# United Service Organizations
La United Service Organizations (USO) es una organización sin ánimo de lucro que provee servicios recreativos y morales a los miembros de las Fuerzas Armadas de los Estados Unidos por todo el mundo.

## Segunda Guerra Mundial
Durante la Segunda Guerra Mundial, la USO se convirtió en: "el hogar lejos del hogar" de los G.I. iniciando la tradición de entretenimiento para las tropas que se ha mantenido hasta la fecha. Involucrarse con la USO era una de las muchas maneras en las que la nación norteamericana colaboraba unida en apoyo del esfuerzo bélico, con casi 1.5 millones de americanos voluntarios prestando servicios de alguna manera. Después de que se disolviera en 1947, tras finalizar la Segunda Guerra Mundial, fue reorganizada en 1950 para apoyar a los combatientes de la guerra de Corea, y después continuó ofreciendo sus servicios en tiempos de paz. Durante la guerra de Vietnam, los miembros de la USO eran ocasionalmente asignados a zonas de combate. Después de formarse en 1941 como respuesta a la Segunda Guerra Mundial, "los centros se establecieron rápidamente... en iglesias, graneros, vagones de ferrocarril, museos, castilletes, clubes de playa y cabañas."

## Guerra de Corea
Brindaron espectáculos para los soldados hispano-americanos, por ejemplo el show de Dámaso Pérez Prado y su bailarina de mambo invitada, Evita Muñoz "Chachita".